# Caroline Schneider (Tennisspielerin)
Caroline Schneider (* 1. Juni 1973 in München) ist eine ehemalige deutsche Tennisspielerin.

## Karriere
Caroline Schneider war vor allem im Doppel erfolgreich. Dort konnte sie 10 ITF-Turniere gewinnen. 1994 stand sie mit ihrer schwedischen Partnerin Åsa Svensson im Finale des WTA-Turniers in Linz. Sie verloren jedoch gegen die top-gesetzten Titelverteidigerinnen Jewgenija Manjukowa und Leila Mes’chi.
Ihr einziges Turnier im Einzel gewann sie 1994 im maltesischen Marsa. 
Heute ist Caroline Schneider als Heilpraktikerin tätig.